# Silnice II/234
Silnice II/234 je silnice II. třídy, která vede z Radnice do Kařezu. Je dlouhá 14,4 km. Prochází jedním krajem a jedním okresem.

## Vedení silnice

### Plzeňský kraj, okres Rokycany
- Radnice (křiž. II/233, III/2329)
- Skomelno (křiž. III/23322)
- Lhota pod Radčem (křiž. III/2341)
- Sirá (křiž. III/2342)
- Kařez (křiž. II/235, III/2343)